# Ernest Wittmann

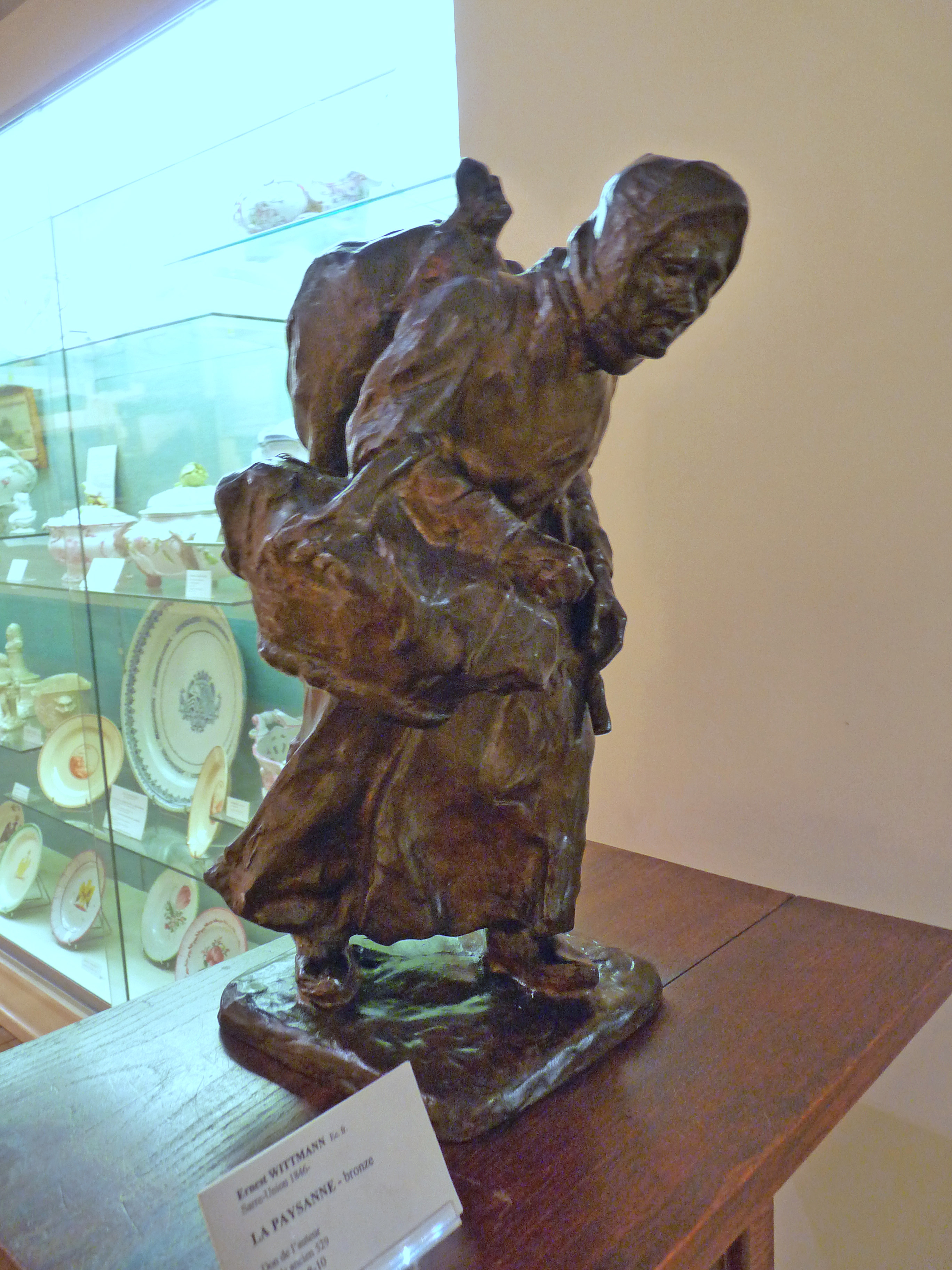
La paysanne (Museo Charles de Bruyères)

Ernest Wittmann, nacido el año 1846 en Sarre-Union y fallecido el 1921 en la misma localidad, fue un pintor, escultor y dibujante francés. Fue uno de los miembros fundadores, con Émile Gallé y Victor Prouvé, de la École de Nancy y es particularmente conocido por sus estatuillas en gres, editadas por los hermanos Mougin.
Sus obras están expuestas en los museos de Nancy, Lunéville, París (Museo Galliera), Remiremont (Musée Charles de Bruyères) y Toul.